# مورين أوسوليفان
مورين أوسوليفان (بالإنجليزية: Maureen O'Sullivan)‏ (17 مايو 1911 - 23 يونيو 1998)، هي ممثلة أيرلندية أمريكية بدأت مسيرتها الفنية عام 1930. اشتهرت بتمثيلها دور جين بسلسلة أفلام طرزان مع الممثل جوني فايسمولر.

## الأعمال
- الرجل النحيف
- كبرياء وتحامل
- هانا وأخواتها
- زواج بيجي سو
- طرزان

## وصلات خارجية
- مورين أوسوليفان على موقع IMDb (الإنجليزية)
- مورين أوسوليفان على موقع الموسوعة البريطانية (الإنجليزية)
- مورين أوسوليفان على موقع ألو سيني (الفرنسية)
- مورين أوسوليفان على موقع ميوزك برينز (الإنجليزية)
- مورين أوسوليفان على موقع تيرنر كلاسيك موفيز (الإنجليزية)
- مورين أوسوليفان على موقع أول موفي (الإنجليزية)
- مورين أوسوليفان على موقع قاعدة بيانات برودواي على الإنترنت (الإنجليزية)
- مورين أوسوليفان على موقع قاعدة بيانات برودواي على الإنترنت (الإنجليزية)
- مورين أوسوليفان على موقع قاعدة بيانات الأفلام السويدية (السويدية)
- مورين أوسوليفان على موقع إن إن دي بي (الإنجليزية)